# Euphthiracarus cooki
Euphthiracarus cooki är en kvalsterart som beskrevs av Norton, Sanders och Minor 2003. Euphthiracarus cooki ingår i släktet Euphthiracarus och familjen Euphthiracaridae. Inga underarter finns listade i Catalogue of Life.